# Archidendron molle
Archidendron molle là một loài thực vật có hoa trong họ Đậu. Loài này được (K.Schum.) Dewit miêu tả khoa học đầu tiên.